# Adolf Ogi
Adolf Ogi (ur. 18 lipca 1942 w Sionie) – szwajcarski polityk i działacz sportowy.

## Życiorys
Absolwent studiów ekonomicznych, od 1971 do 1983 wiceprzewodniczący Międzynarodowej Federacji Narciarskiej. Od 1979 deputowany do Zgromadzenia Narodowego, od 1984 przewodniczący Szwajcarskiej Partii Ludowej (SVP), w 1983 przewodniczący komisji wojskowej Zgromadzenia Związkowego. Został członkiem Szwajcarskiej Rady Związkowej 9 grudnia 1987 roku z ramienia Szwajcarskiej Partii Ludowej (członek partii od 1978) z kantonu Berno. Urzędowanie zakończył 31 grudnia 2000 roku.
Pełnił kierownictwo następujących departamentów:
- Departament Środowiska, transportu, energii i komunikacji (1988–1995)
- Departament ds. wojskowych (od 1996, później zmiana nazwy na Departament obrony narodowej, obrony cywilnej i sportu 1998–2000)

Dwukrotnie pełnił funkcję przewodniczącego Szwajcarskiej Rady Związkowej (Prezydent Szwajcarii), w roku 1993 i 2000.